# La Chaise (silla)

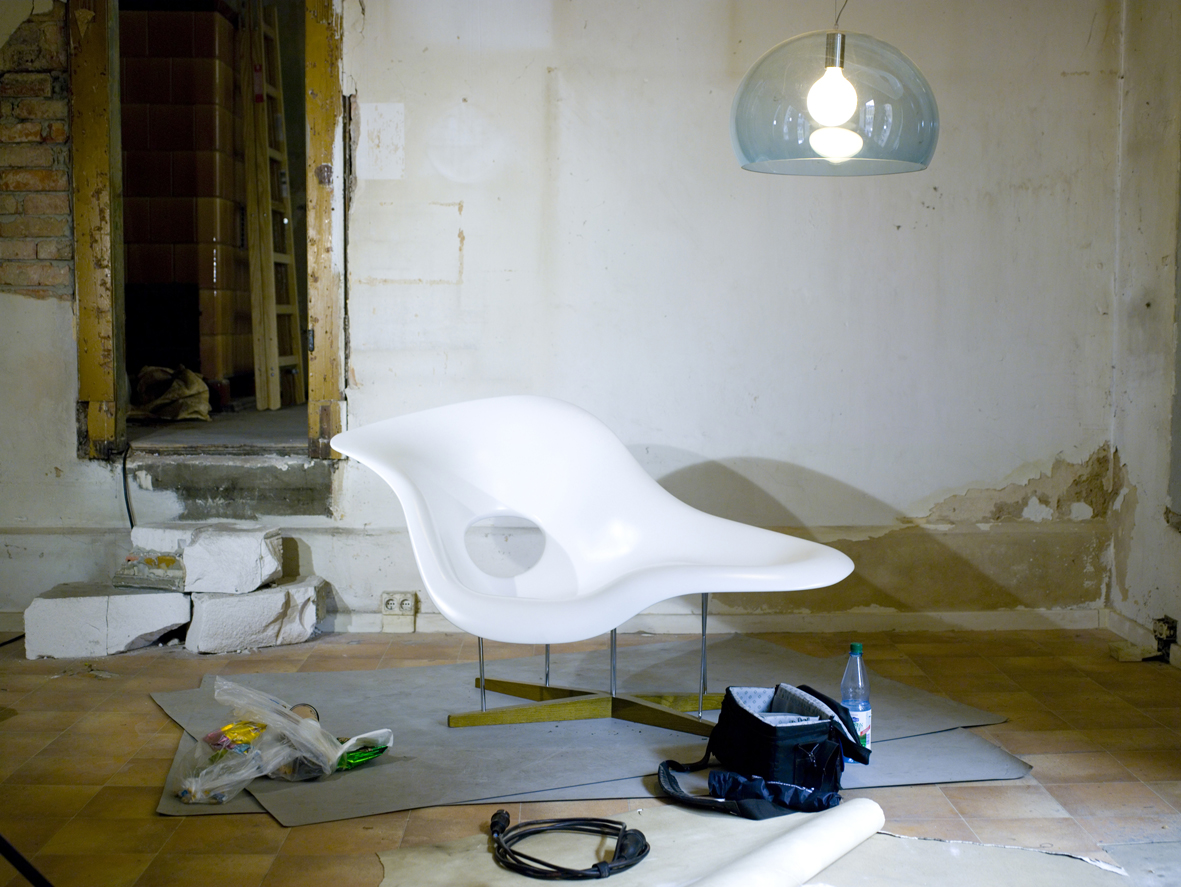
La Chaise.

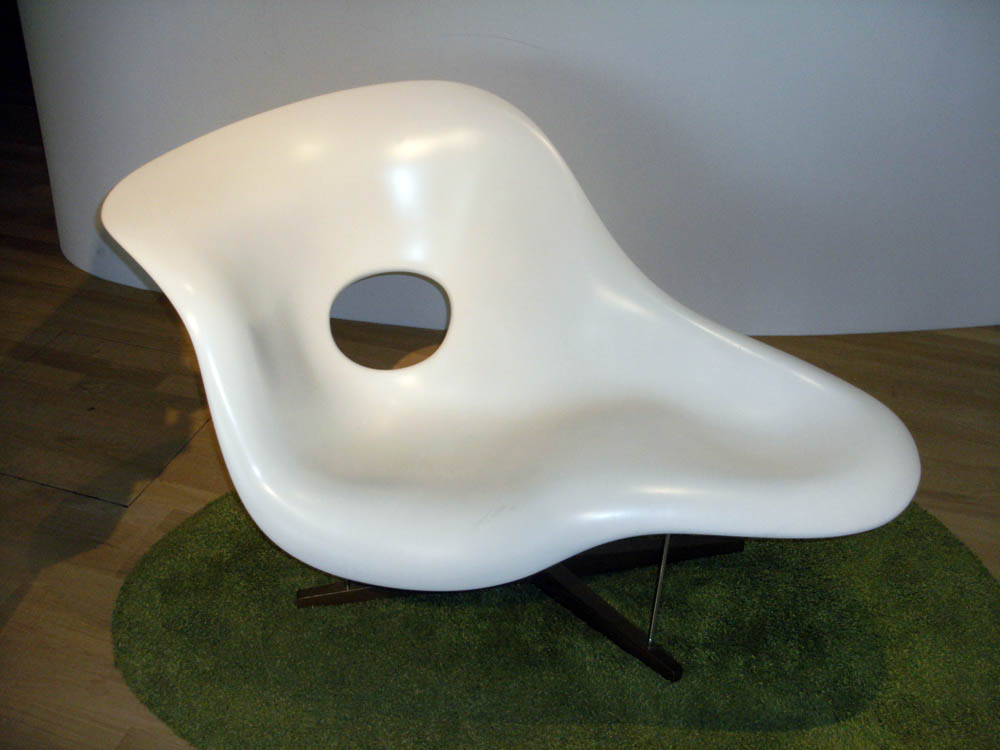
La carcasa del asiento compuesto de fibra de vidrio.

La Chaise es una pieza de diseño industrial creado en 1948 por la pareja Eames (Ray y Charles). La Chaise recuerda la forma de una tumbona.
La pieza se fabrica desde 1991 por el fabricante suizo de muebles Vitra, quien produce también otros modelos de la pareja Eames. Pertenece a la colección permanente del MoMA desde 1949.
Ambos diseñadores crearon La Chaise en el contexto de un concurso organizado por el MoMA, inspirado por la escultura Floating Figure del escultor Gaston Lachaise. El objetivo del concurso era crear una pieza manteniendo una buena relación calidad precio. En 1948, la pareja Eames calculó que la producción de la silla sería de 15 $US, y la de su estructura de soporte sería de 12 $US